# Espécies de Tragopogon
O género Tragopogon (Asteraceae: Cichorieae) possui 283 espécies descritas, das quais 84 são aceites.
De seguida apresenta-se uma listagem de géneros por ordem alfabética.

## A
- Tragopogon acanthocarpus Boiss., Diagn. Pl. Orient. 11: 45, 1849
- Tragopogon alaicus S. A. Nikitin in Bot. Mater. Gerb. Bot. Inst. Akad. Nauk SSSR 7: 268, 1938
- Tragopogon altaicus S. A. Nikitin & Schischk. in Bot. Mater. Gerb. Bot. Inst. Komarova Akad. Nauk S.S.S.R. 7: 260, 1938
- Tragopogon angustifolius Bellardi ex Willd., Sp. Pl. 3: 1494, 1803 Vyssh. Rast. 1: 194, 1933
- Tragopogon armeniacus Kuth. in Zametki Sist. Geogr. Rast. 17: 36, 1953

## B
- Tragopogon badachschanicus Boriss. in Komarov, Fl. URSS 29: 723, 1964
- Tragopogon bjelorussicus Artemczuk in Trudy Inst. Bot. Harkivs’k. Deržavn. Univ. 2: 31, 1937
- Tragopogon borystenicus Artemczuk in Trudy Inst. Bot. Harkivs’k. Deržavn. Univ. 2: 47, 1937
- Tragopogon brevirostris DC., Prodr. 7: 114, 1838
- Tragopogon buphthalmoides (DC.) Boiss., Fl. Orient. 3: 750, 1875

## C
- Tragopogon capitatus S. A. Nikitin in Bot. Mater. Gerb. Bot. Inst. Akad. Nauk SSSR 7: 257, 1938
- Tragopogon castellanus Leresche & Levier, Deux Excurs. Bot.: 26, 1881 DC., Prodr. 7: 114, 1838
- Tragopogon colchicus Albov, Prodr. Fl. Colchic.: 154, 1895
- Tragopogon collinus DC., Prodr. 7: 15, 1838
- Tragopogon coloratus C. A. Mey., Verz. Pfl. Casp. Meer.: 61, 1831 Erevana: 311.k, 1972
- Tragopogon conduplicatus S. A. Nikitin in Bot. Mater. Gerb. Bot. Inst. Akad. Nauk SSSR 7: 265, 1938
- Tragopogon ×crantzii Dichtl in Deutsche Bot. Monatsschr. 1: 171, 1883
- Tragopogon cretaceus S. A. Nikitin in Bot. Mater. Gerb. Bot. Inst. Akad. Nauk SSSR 7: 264, 1938
- Tragopogon crocifolius L., Syst. Nat. ed. 10: 1191, 1759

## D-E
- Tragopogon dasyrhynchus Artemczuk in Trudy Inst. Bot. Harkivs’k. Deržavn. Univ. 2: 42, 1937
- Tragopogon dubius Scop., Fl. Carniol. 2, 2: 95, 1772
- Tragopogon elatior Steven in Bull. Soc. Imp. Naturalistes Moscou 29(2): 407, 1856
- Tragopogon elongatus S. A. Nikitin in Bot. Mater. Gerb. Bot. Inst. Akad. Nauk SSSR 7: 269, 1938

## F-G-H
- Tragopogon filifolius Rehmann ex Boiss., Fl. Orient. 3: 754, 1875
- Tragopogon floccosus Waldst. & Kit., Descr. Icon. Pl. Hung.: 116, 1803
- Tragopogon gaudanicus Boriss. in V. V. Nikitin, Fl. Turkmen. 7: 381, 1960
- Tragopogon gorskianus Rchb. f., Icon. Fl. Germ. Helv. 19(1): 19, 1858
- Tragopogon gracilis D. Don in Mem. Wern. Nat. Hist. Soc. 3: 414, 1820
- Tragopogon graminifolius DC., Prodr. 7: 114, 1838
- Tragopogon heterospermus Schweigg. in Königsberger Arch. Naturwiss. Math. 1: 229, 1812

## I-J-K
- Tragopogon idae Kuth., Kavk. Predst. Tragopogon: 46, 1957
- Tragopogon karelinii S. A. Nikitin in Bot. Mater. Gerb. Bot. Inst. Komarova Akad. Nauk SSSR 7: 273, 1937
- Tragopogon karjaginii Kuth., Kavk. Predst. Tragopogon: 57, 1957
- Tragopogon kasachstanicus S. A. Nikitin in Bot. Mater. Gerb. Bot. Inst. Akad. Nauk SSSR 7: 268, 1938
- Tragopogon kashmirianus G. Singh, Forest Fl. Srinagar: 123, 1976
- Tragopogon kemulariae Kuth. in Zametki Sist. Geogr. Rast. 17: 28, 1953
- Tragopogon ketzkhovelii Kuth. in Zametki Sist. Geogr. Rast. 16: 6, 1951
- Tragopogon kopetdaghensis Boriss. in V. V. Nikitin, Fl. Turkmen. 7: 380, 1960
- Tragopogon kultiassovii S. A. Nikitin in Bot. Mater. Gerb. Bot. Inst. Akad. Nauk SSSR 7: 265, 1938

## L-M-N
- Tragopogon latifolius Boiss., Diagn. Pl. Orient. 4: 23, 1844
- Tragopogon leonidae Kuth. in Zametki Sist. Geogr. Rast. 30: 42, 1973
- Tragopogon macropogon C. A. Mey. in Bull. Soc. Imp. Naturalistes Moscou 11: 273, 1838
- Tragopogon makaschwilii Kuth. in Zametki Sist. Geogr. Rast. 17: 33, 1953
- Tragopogon malikus S. A. Nikitin in Bot. Mater. Gerb. Bot. Inst. Akad. Nauk SSSR 7: 267, 1938
- Tragopogon marginatus Boiss. & Buhse in Nouv. Mém. Soc. Imp. Naturalistes Moscou 12: 136, 1860
- Tragopogon marginifolius Pavlov in Byull. Moskovsk. Obshch. Isp. Prir., Otd. Biol. 47(2): 83, 1938
- Tragopogon maturatus Boriss. in V. V. Nikitin, Fl. Turkmen. 7: 297, 1960
- Tragopogon meskheticus Kuth. in Zametki Sist. Geogr. Rast. 17: 34, 1953
- Tragopogon ×mirabile Rouy in Bull. Soc. Bot. France 37: XVIII, 1890
- Tragopogon mirus Ownbey in Amer. J. Bot. 37: 497, 1950
- Tragopogon miscellus Ownbey in Amer. J. Bot. 37: 498, 1950
- Tragopogon montanus S. A. Nikitin in Bot. Mater. Gerb. Bot. Inst. Akad. Nauk SSSR 7: 270, 1938
- Tragopogon ×neohybridus Farw. in Amer. Midl. Naturalist 12: 133, 1930
- Tragopogon nervosus Sol. in A. Russell, Nat. hist. Aleppo ed. 2, 2: 261, 1794

## O-P-Q-R

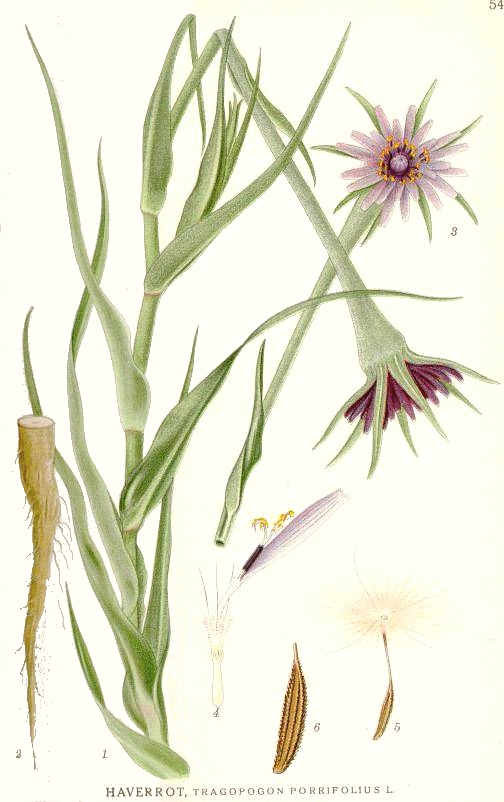
Tragopogon porrifolius .L

- Tragopogon orientalis L., Sp. Pl.: 789, 1753
- Tragopogon otschiaurii Kuth. in Zametki Sist. Geogr. Rast. 30: 40, 1973
- Tragopogon paradoxus S. A. Nikitin in Trudy Bot. Inst. Akad. Nauk S.S.S.R., Ser. 1, Fl. Sist. Vyssh. Rast. 1: 200, 1933
- Tragopogon podolicus (Besser ex DC.) S. A. Nikitin in Fedčenko, Fl. Jugo-Vost. Evr. Časti SSSR 6: 444, 1936
- Tragopogon porrifolius L., Sp. Pl.: 789, 1753
- Tragopogon pratensis L., Sp. Pl.: 789, 1753
- Tragopogon pseudomajor S. A. Nikitin in Bot. Mater. Gerb. Bot. Inst. Akad. Nauk SSSR 7: 258, 1938
- Tragopogon pterocarpus DC., Prodr. 7: 112, 1838
- Tragopogon pterodes Pančić, Fl. Serbiae, Additamenta: 170, 1884
- Tragopogon pusillus M. Bieb., Fl. Taur.-Caucas. 3: 521, 1819
- Tragopogon reticulatus Boiss. & A. Huet in Boissier, Diagn. Pl. Orient., ser. 2 3: 90, 1856
- Tragopogon ruber S. G. Gmel., Reise Russland 2: 198, 1774
- Tragopogon ruthenicus Krasch. & S. A. Nikitin in Otčet Rabotah Počv.-Bot. Otryada Kazahstansk. Eksped. Akad. Nauk SSSR 4(2): 292, 1930

## S
- Tragopogon sabulosus Krasch. & S. A. Nikitin in Otčet Rabotah Počv.-Bot. Otryada Kazahstansk. Eksped. Akad. Nauk SSSR 4(2): 294, 1930
- Tragopogon scoparius S. A. Nikitin in Bot. Mater. Gerb. Bot. Inst. Akad. Nauk SSSR 7: 262, 1938
- Tragopogon scorzonerifolius L.
- Tragopogon segetum Kuth. in Zametki Sist. Geogr. Rast. 17: 40, 1953
- Tragopogon serawschanicus S. A. Nikitin in Trudy Bot. Inst. Akad. Nauk S.S.S.R., Ser. 1, Fl. Sist. Vyssh. Rast. 1: 200, 1933
- Tragopogon serotinus Sosn. in Zametki Sist. Geogr. Rast. 16: 98, 1951
- Tragopogon sibiricus Ganesch. in Trudy Bot. Muz. Imp. Akad. Nauk 13: 225, 1915
- Tragopogon songoricus S. A. Nikitin in Trudy Bot. Inst. Akad. Nauk S.S.S.R., Ser. 1, Fl. Sist. Vyssh. Rast. 1: 198, 1933
- Tragopogon sosnowskyi Kuth. in Zametki Sist. Geogr. Rast. 15: 94, 1949
- 1934
- Tragopogon subalpinus S. A. Nikitin in Bot. Mater. Gerb. Bot. Inst. Akad. Nauk SSSR 7: 271, 1938

## T-U-V
- Tragopogon tanaiticus Artemczuk in Trudy Inst. Bot. Harkivs’k. Deržavn. Univ. 2: 51, 1937
- Tragopogon tomentosulus Boriss. in V. V. Nikitin, Fl. Turkmen. 7: 381, 1960
- Tragopogon trachycarpus S. A. Nikitin in Bot. Mater. Gerb. Bot. Inst. Akad. Nauk SSSR 7: 259, 1938
- Tragopogon tuberosus K. Koch in Linnaea 23: 662, 1851
- Tragopogon turkestanicus S. A. Nikitin ex Pavlov in Bjull. Moskovsk. Obshch. Isp. Prir., Otd. Biol. 2: 136, 1933
- Tragopogon ucrainicus Artemczuk in Trudy Inst. Bot. Harkivs’k. Deržavn. Univ. 2: 38, 1937
- Tragopogon undulatus Jacq., Icon. Pl. Rar. 1: t. 158, 1781
- Tragopogon vvedenskyi M. Popov ex Pavlov in Bjull. Moskovsk. Obshch. Isp. Prir., Otd. Biol. 2: 138, 1933